# Sciapus paradoxus
Sciapus paradoxus är en tvåvingeart som beskrevs av Negrobov och Igor Shamshev 1986. Sciapus paradoxus ingår i släktet Sciapus och familjen styltflugor. Inga underarter finns listade i Catalogue of Life.